# Aydınspor 1923
Aydınspor 1923 is een Turkse voetbalclub uit Aydın. Het Adnan Menderes stadion is de thuishaven van de Egeïsche club, dat plaats biedt aan 10.988 toeschouwers. De trainingen vinden in het Yörük Ali Efe trainingscomplex plaats. Aydınspor 1923 komt uit in de  Spor Toto 3. Lig.

## Geschiedenis
Aydınspor 1923 werd opgericht in 1993 als Aydın Belediyespor, met stamnummer 012845. Na de degradatie van Aydınspor (stamnummer 000079) uit de professionele competities in 2009 werd er in juli 2010 overgegaan tot een naamswijziging. Aydın Belediyespor zou voortaan Aydınspor 1923 heten. De clubkleuren veranderden van blauw en zwart naar wit en zwart. Het clublogo werd hetzelfde als die van Aydınspor, opgericht in 1966. In 1966 voegden de plaatselijke sportverenigingen Akınspor, Esnafspor en Hilalspor zich tot Aydınspor. Deze vier clubs worden gerepresenteerd in het logo als een luzerne met vier blaadjes. De clubkleuren representeren de zwarte olijven uit de provincie en de witte kantoenplantages in de laagvlaktes van Aydın. Het verschil tussen het logo van Aydınspor en Aydınspor 1923 zit in het jaartal van het clublogo; dat veranderde van 1966 naar 1923.

## Supportersgroep
De Asi Kankalar vormen de supportersgroep van Aydınspor 1923.

## Bekende (oud-)spelers
- Ahmet Altın
- Bayram Çetin